# Reculée des Planches près Arbois
Reculée des Planches près Arbois este o arie protejată (sit de importanță comunitară — SCI) din Franța întinsă pe o suprafață de 1.343 ha, integral pe uscat.

## Localizare
Centrul sitului Reculée des Planches près Arbois este situat la coordonatele 46°53′14″N 5°48′11″E / 46.88722°N 5.80306°E.

## Înființare
Situl Reculée des Planches près Arbois a fost declarat arie specială de conservare în baza directivei 92/43 din 1992 referitoare la conservarea habitatelor naturale și a faunei și florei sălbatice pentru a proteja 14 specii de animale.

## Biodiversitate
Situată în ecoregiunea continentală, aria protejată conține 17 habitate naturale: Fânețe de joasă altitudine (Alopecurus pratensis, Sanguisorba officinalis), Formațiuni ierboase bogate în specii de Nardus, dezvoltate pe substraturi silicioase în zone montane (și în zone submontane, în Europa continentală), Cursuri de apă de la nivel de câmpie la nivel montan, cu vegetație Ranunculion fluitantis și Callitricho-Batrachion, Pajiști uscate seminaturale și facies de acoperire cu tufișuri pe substraturi calcaroase (Festuco-Brometalia) (* situri importante pentru orhidee), Izvoare petrifiante cu formare de travertin (Cratoneurion), Grohotișuri medio-europene calcaroase, de la nivel colinar și montan, Păduri de fag din Europa Centrală dezvoltate pe sol calcaros cu Cephalanthero-Fagion, Păduri pe pante, grohotișuri și ravene de Tilio-Acerion, Păduri aluvionare cu Alnus glutinosa și Fraxinus excelsior (Alno-Padion, Alnion incanae, Salicion albae), Pante stâncoase calcaroase cu vegetație casmofită, Grohotișuri termofile și vest-mediteraneene, Pajiști cu Molinia pe soluri calcaroase, turboase sau argilos-nămoloase (Molinion caeruleae), Grohotișuri calcaroase și de șisturi calcaroase de la nivelul montan până la nivelul alpin (Thlaspietea rotundifolii), Peșteri inaccesibile publicului, Ape puternic oligomezotrofe cu vegetație bentonică cu Chara spp., Pajiști carstice calcaroase sau bazofile, de Alysso-Sedion albi, Păduri de fag Asperulo-Fagetum.
La baza desemnării sitului se află mai multe specii protejate:
- amfibieni (1): triton cu creastă (Triturus cristatus)
- mamifere (8): liliac cârn (Barbastella barbastellus), râs eurasiatic (Lynx lynx), liliac cu aripi lungi (Miniopterus schreibersii), liliac cu urechi mari (Myotis bechsteinii), liliac cărămiziu (Myotis emarginatus), liliac comun (Myotis myotis), liliacul mare cu potcoavă (Rhinolophus ferrumequinum), liliacul mic cu potcoavă (Rhinolophus hipposideros)
- nevertebrate (3): Coenagrion mercuriale, fluturele auriu (Euphydryas aurinia), fluturele purpuriu (Lycaena dispar)
- pești (2): zglăvoacă (Cottus gobio), clean dungat (Telestes souffia)

Pe lângă speciile protejate, pe teritoriul sitului au mai fost identificate 13 specii de plante, 1 specie de amfibieni, 6 specii de mamifere, 7 specii de nevertebrate, 5 specii de reptile.